# Anne-Marie-Louise de Médicis
Pour les articles homonymes, voir Anne-Marie-Louise.
Pour les autres membres de la famille, voir Famille de Médicis.
Anne-Marie-Louise de Médicis, née à Florence le 11 août 1667 et décédée dans la même ville le 18 février 1743 est la fille de Cosme III de Médicis et de Marguerite-Louise d'Orléans, et la femme de Jean-Guillaume de Neubourg-Wittelsbach. Elle est la dernière des Médicis.

## Biographie

### Famille
Ses parents ne s'entendaient pas. La grande-duchesse Marguerite-Louise, fille de Gaston d'Orléans, frère du roi Louis XIII de France avait été considérée comme une épouse possible pour son cousin le roi Louis XIV de France mais l'intérêt de l'État avait amené le jeune souverain à contracter une union avec l'infante d'Espagne Marie-Thérèse d'Autriche. La princesse n'était pas insensible au charme du jeune prince héritier Charles de Lorraine mais la politique en avait décidé autrement et la princesse avait dû embarquer pour Florence. Jeune femme brillante mais capricieuse, elle se morfondait auprès d'un mari bigot dans une cour qui lui paraissait bien provinciale. Le couple grand-ducal donna le jour à l'héritier du trône puis, après quelques réconciliations éphémères dont sont issus Anne-Marie-Louise et son frère cadet Jean-Gaston, se sépara en 1675. La grande-duchesse rentra en France, son pays d'origine, où son royal cousin Louis XIV la confina dans l'abbaye de Montmartre un couvent parisien dont l'abbesse était toujours une dame de haute naissance et qui accueillait des dames nobles veuves. La grande-duchesse de Toscane n'était reçue à Versailles que pour les événements familiaux.
Préoccupé par la fin probable de sa lignée, Cosme III tint à marier ses enfants le plus brillamment possible. Il maria son fils aîné Ferdinand à Violante-Béatrice de Bavière, sœur de l'Électeur Maximilien II et de la Dauphine de France. Ce mariage resta stérile.

### Mariage
Pour Anne-Marie-Louise, il fut d'abord question de Louis XIV de France, veuf en 1683, puis de son fils le Grand Dauphin, à son tour veuf en 1690. Ces brillants mariages ne se firent pas, les deux princes préférant convoler secrètement avec leur maîtresse respective.
Anne-Marie-Louise était sur le point de « coiffer sainte Catherine » quand, en 1691, son père lui fit épouser un autre veuf, Jean-Guillaume, électeur palatin, beau-frère de l'empereur Léopold Ier. Le peintre italien Giovanni Antonio Pellegrini immortalise ce mariage dans une Allégorie du Mariage de l'Électeur Palatin, qui fait partie d'une série de quatorze tableaux célébrant la vie et le règne de Johann Wilhelm, réalisée entre 1713 et 1714. Cette série destinée au palais de Bensberg, près de Düsseldorf, est aujourd'hui au château de Schleissheim, près de Munich. Une esquisse de ce tableau est conservée à la National Gallery à Londres.
Le couple n'eut pas d'enfant, tout comme Jean-Gaston qui épousa la même année Anne-Marie-Françoise de Saxe-Lauenbourg, pourtant veuve du frère de l'électeur et mère d'une petite fille.

### Veuvage
Anne-Marie-Louise perdit son mari en 1716 et se consacra aux œuvres de bienfaisance, tandis que son beau-frère montait sur le trône de Palatinat (Charles III Philippe du Palatinat).
Cosme III mourut en 1723. Marguerite-Louise l'avait précédé de deux ans dans la tombe qu'ils ne partagèrent pas. Le frère aîné d'Anne-Marie-Louise, Ferdinand, étant décédé en 1713, c'est Jean-Gaston qui monta sur le trône toscan. Les puissances européennes ayant refusé de reconnaître certains droits au trône à Anne-Marie-Louise, en 1731, il désigna comme héritier son parent le plus proche, son lointain et très jeune cousin l'infant Charles d'Espagne âgé de 15 ans.
Nonobstant, à la faveur du traité de Vienne qui mit un terme à la guerre de Succession de Pologne, les puissances européennes ne tinrent pas compte des volontés du « dernier des Médicis » et, à la mort de Jean-Gaston (1737), la Toscane échut à François III, duc de Lorraine et de Bar, gendre de l'empereur Charles VI.
On avait totalement négligé les droits éventuels de l'électrice douairière de Palatinat.
Anne-Marie-Louise mourut six ans plus tard, en 1743, âgée de 75 ans. Elle fit don en indivision de tout ce qu'elle possédait (legs prévu dans le « Pacte de famille », convention signée le 31 octobre 1737 entre l'Empereur romain germanique François III, duc de Lorraine et de Bar et Anne-Marie-Louise), donc du fabuleux héritage des Médicis, à l'État toscan à condition que rien ne quitte la ville de Florence et que les collections soient ouvertes au public.